# André Guilhaudin
André Guilhaudin – francuski kierowca wyścigowy.

## Kariera
W wyścigach samochodowych Guilhaudin poświęcił się głównie startom zaliczanym do klasyfikacji Mistrzostw Świata Samochodów Sportowych. W latach 1961-1964, 1967 Belg pojawiał się w stawce 24-godzinnego wyścigu Le Mans. W pierwszym sezonie startów w klasie S 850 był piąty. Rok później odniósł zwycięstwo w klasie E 850, a w klasyfikacji generalnej był szesnasty.